# نيوستغمين
نيوستغمين يباع تحت الاسم التجاري بروستغمين، وهو دواء يستخدم لعلاج الوهن العضلي الوبيل، وانسداد القولونات الكاذب، واحتباس البول دون عمل تعطيل للنواقل العصبية . وهو أيضاً يستخدم مع الأتروبين لإيقاف تأثير الأدوية التي تقوم بحصر الوصل العصبي العضلي من النوع الغير مزيل للإستقطاب . ويعطى على شكل حقنة إما في الوريد أو في العضل أو تحت الجلد .بعد الحقن التأثيرات تبلغ ذروتها بعد 30 دقيقة وتدوم لمدة 4 ساعات .
التأثيرات الجانبية الشائعة تتضمن غثيان، زيادة إفراز اللعاب، مغص حاد في البطن، وانخفاض في نبض القلب . حالات التأثيرات الجانبية الخطيرة تتضمن انخفاض في ضغط الدم، تعب , وتفاعلات الحساسية . ومن غير الواضح آمان استخدام هذا الدواء أثناء الحمل على صحة الجنين . نيوستغمين هو من عائلة الأدوية كولينية الفعل . وهي تعمل من خلال تعطيل عمل انزيم الاستيل كولين استرايز وبالتالي زيادة تركيز الاستيل كولين .
تم تسجيل براءة اختراع نيوستغمين في عام 1931. وهو على لائحة منظمة الصحة العالمية للأدوية الأساسية ؛ وهي الأدوية الأكثر فعالية والأكثر أماناً التي نحتاجها في النظام الصحي . تجارة الجملة للدواء في العالم المتقدم تتراوح بين 0.18 إلى 2.6 دولار أمريكي لكل جرعة . أصل تسمية هذا الدواء يعود إلى الكلمة الإغريقية (نيوس) والتي تعني جديد و (ستغمين) والتي تعود إلى الجزيء الأساسي (فسيوستغمين) .

## الاستخدام الطبي
يتم استخدامه لتحسين توتر العضلات لدى الأشخاص المصابين بالوهن العضلي الشديد، وكذلك لعكس آثار مرخيات العضلات غير المزيلة للاستقطاب مثل روكورونيوم بروميد وفيكورونيوم برومايد في نهاية العملية، عادةً بجرعة من 25 إلى 50 ميكروغرام لكل كيلوغرام.
مؤشر آخر للاستخدام هو المعالجة التحفظية للانسداد الزائف القولوني الحاد، أو متلازمة أوغيلفي، حيث يحصل المرضى على توسع القولون الهائل في غياب انسداد ميكانيكي حقيقي.
تقوم المستشفيات أحيانًا بإعطاء محلول يحتوي على نيوستيغمين عن طريق الوريد لتأخير تأثيرات التسمم من خلال لدغات الأفاعي. كما تم الإبلاغ عن بعض نتائج الأبحاث الواعدة لإعطاء الدواء عن طريق الأنف كعلاج لدغات الأفاعي.
تمت الموافقة على Neostigmine في الولايات المتحدة في عام 2013 لعكس آثار مرخيات العضلات. تمت الموافقة عليه مبدئيًا في عام 1939.

## التأثيرات الجانبية
يمكن أن يسبب Neostigmine آثارًا جانبية عامة للعين بما في ذلك: الصداع، وألم الحاجب، وعدم وضوح الرؤية، والبلعوم، والحقن حول القرنية، والتهاب قزحية العين الاحتقاني، وتفاعلات حساسية مختلفة، ونادرًا، انفصال الشبكية.
نيوستيجمين سوف يسبب تباطؤ في معدل ضربات القلب (بطء القلب). لهذا السبب عادة ما يتم إعطاؤه مع دواء حال للبارود مثل الأتروبين أو الغليكوبيرولات.
تحدث أعراض الجهاز الهضمي في وقت مبكر بعد الابتلاع وتشمل فقدان الشهية والغثيان والقيء وتشنجات البطن والإسهال.

## علم الدواء
من خلال التدخل في انهيار أسيتيل كولين، يحفز نيوستيغمين بشكل غير مباشر كلاً من مستقبلات النيكوتين والمسكارين. على عكس فيزوستيغمين، يحتوي النيوستيغمين على نيتروجين رباعي؛ وبالتالي، فهو أكثر قطبية ولا يعبر الحاجز الدموي الدماغي ويدخل الجهاز العصبي المركزي، ولكنه يعبر المشيمة. تأثيره على العضلات الهيكلية أكبر من تأثير فيزوستيغمين. النيوستيغمين له مدة عمل معتدلة - عادة من ساعتين إلى أربع ساعات. نيوستيغمين يرتبط بموقع الأنيوني والإستر لكولين استراز. يحجب الدواء الموقع النشط لأستيل كولين إستراز حتى لا يتمكن الإنزيم بعد الآن من تكسير جزيئات أسيتيل كولين قبل أن تصل إلى مستقبلات الغشاء بعد المشبكي. هذا يسمح بالوصول إلى العتبة بحيث يمكن تشغيل دفعة جديدة في الخلية العصبية التالية. في الوهن العضلي الوبيل، يوجد عدد قليل جدًا من مستقبلات الأسيتيل كولين، لذلك مع حظر أستيل كولينستراز، يمكن للأسيتيل كولين الارتباط بالمستقبلات القليلة والتسبب في تقلص العضلات.

## كيمياء
نيوستغمين , N,N,N-trimethyl-meta-(dimethylcarbomoyloxy)-phenylammonium ,methylsulfonate
الذي يمكن أن يظهر على أنه نظير مبسط للفسيوستغمين، يمكن تحضيره من خلال تفاعل 3-dimethylaminophenol مع  N-dimethylcarbamoyl chloride
الذي يكون dimethylcarbamate, ولاحقاً عملية الألكلة باستخدام dimethylsulfate مكوناً المركب المطلوب .

### البيانات الطيفية
يُظهر Neostigmine امتصاصًا ملحوظًا للأشعة المرئية/فوق البنفسجية عند 261 نانومتر و 267 نانومتر و 225 نانومتر.
يكشف مطياف رنين مغناطيسي نووي للبروتون التحولات في: 7.8 و 7.7 و 7.4 و 7.4 و 3.8 و 3.1 جزء في المليون. التحولات العالية ترجع إلى الهيدروجين العطري. التحولات المنخفضة عند 3.8 جزء في المليون و 3.1 جزء في المليون ترجع إلى طبيعة السحب الإلكتروني للنيتروجين العالي والرباعي، على التوالي.

## تاريخ الدواء
تم تصنيع Neostigmine لأول مرة بواسطة Aeschlimann و Reinert في عام 1931 وحصل على براءة اختراع بواسطة Aeschlimann في عام 1933.
يتم تصنيع نيوستيجمين عن طريق تفاعل 3-ثنائي ميثيل أمينوفينول مع N-dimethylcarbamoyl chloride، والذي يشكل ثنائي ميثيل كاربامات. بعد ذلك، تتم ألكلة هذا المنتج باستخدام كبريتات ثنائي ميثيل، والتي تشكل نيوستيجمين.